# Disque protoplanétaire
Ne doit pas être confondu avec Protonébuleuse planétaire.

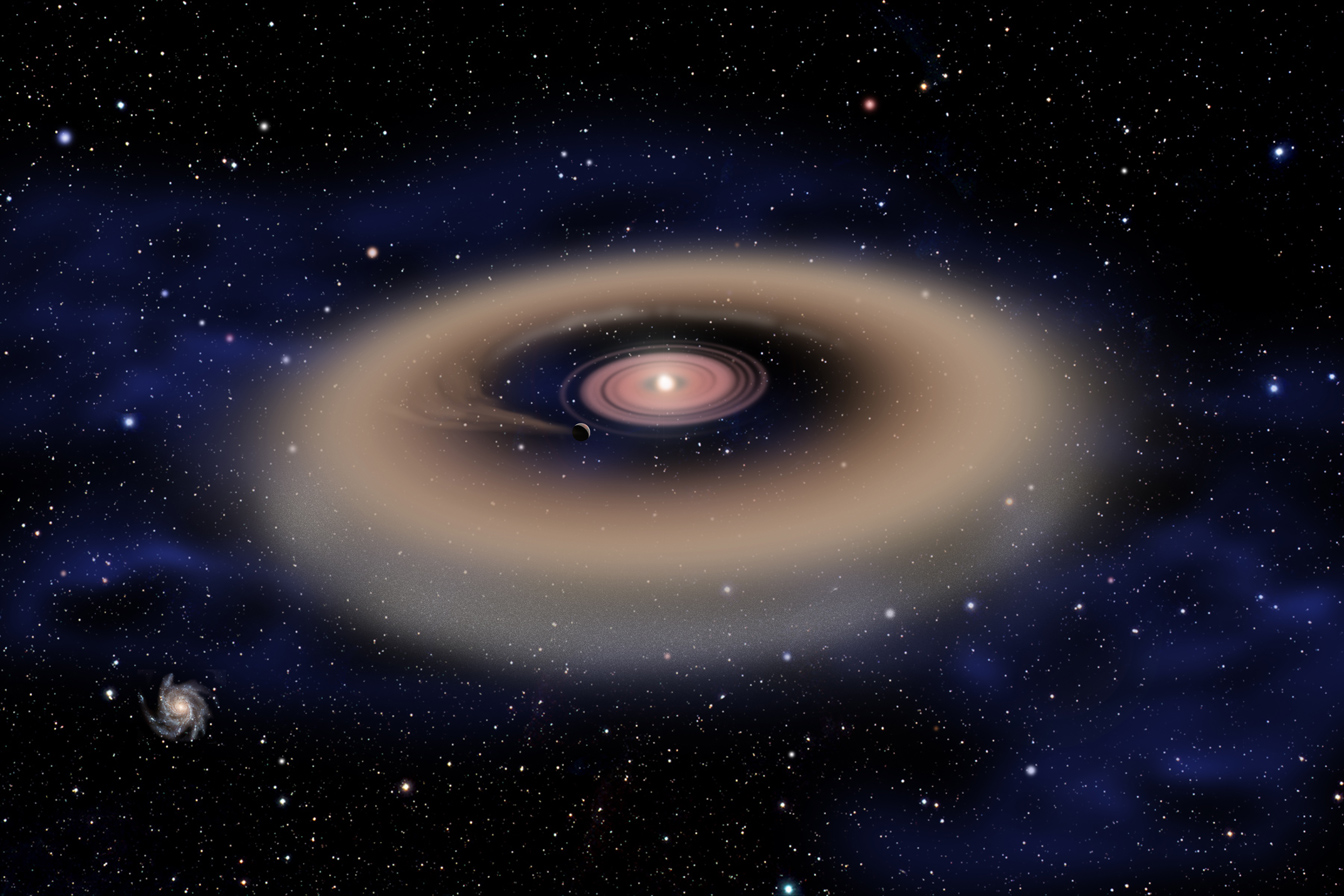
Vue d'artiste d'une géante gazeuse en formation à partir du gaz et de la poussière interstellaire autour d'une proto-étoile.

Un disque protoplanétaire est un disque circumstellaire constitué de gaz et de poussières à partir duquel se forment les corps (planètes, planètes naines, petits corps et leurs satellites).
Les étoiles se forment à partir d'un nuage de gaz et de poussières dont la partie centrale s'effondre sur elle-même. Puis, à l'intérieur de la nébuleuse résiduelle, la matière se rassemble en un disque qui permet la formation de protoplanètes par accrétion. Les astronomes parlent de disque protoplanétaire.
La plupart des disques protoplanétaires sont aplatis perpendiculairement à l'axe de rotation de l'étoile, mais environ un tiers des disques entourant une étoile de type solaire présentent une obliquité significative, pour diverses raisons.

## De la nébuleuse primitive aux protoplanètes
L'état actuel des connaissances ne permet que d'esquisser des schémas évolutifs plausibles,  parmi lesquels figure le suivant, qui s'inscrit dans un schéma d'évolution stellaire classique.
Tout d'abord, un nuage de matière interstellaire atteint un état critique (perturbation ou mécanisme régulier) où s'amorce sa contraction. Ce nuage, tournant sur lui-même, possédant un champ magnétique interne, contenant des masses de plasma, est le siège d'interactions entre forces gravitationnelles, centrifuges, thermiques et magnétiques ; il se contracte en s'échauffant, en accélérant sa rotation, et s'aplatit en un disque nébulaire. Autour du centre de gravité se développe une condensation protostellaire massive, qui attire à elle seule la plus grande partie (99 %) de la matière du nuage (essentiellement de l'hydrogène et de l'hélium). Le disque nébulaire, quant à lui, se refroidit, s'amincit et se rétrécit, en prenant une structure annulaire où apparaît une condensation équatoriale de corpuscules plus denses (poussières, cristaux, glaces, corps rocheux, etc.), animés de mouvements chaotiques sur des orbites très variées.
Il a été suggéré que le passage de nombreux objets interstellaires dans un disque protoplanétaire pourrait contribuer à augmenter la vitesse de formation des planètes.
En 2025, le réseau d'antennes ALMA et le télescope spatial James Webb obtiennent des images directes d'une exoplanète en formation à partir du disque protoplanétaire de HOPS 315, une protoétoile située dans la nébuleuse d'Orion,.

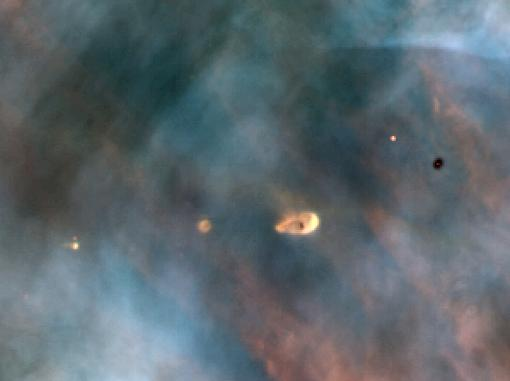
Plusieurs disques protoplanétaires dans la nébuleuse d'Orion.
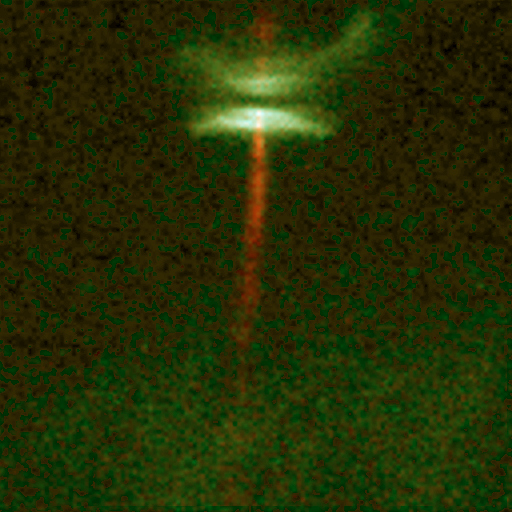
Disque protoplanétaire autour de l'objet HH30, à une distance d'environ 150 parsecs (5 × 1015 kilomètres), observé par le télescope spatial Hubble. (NASA/ESA/STScI).
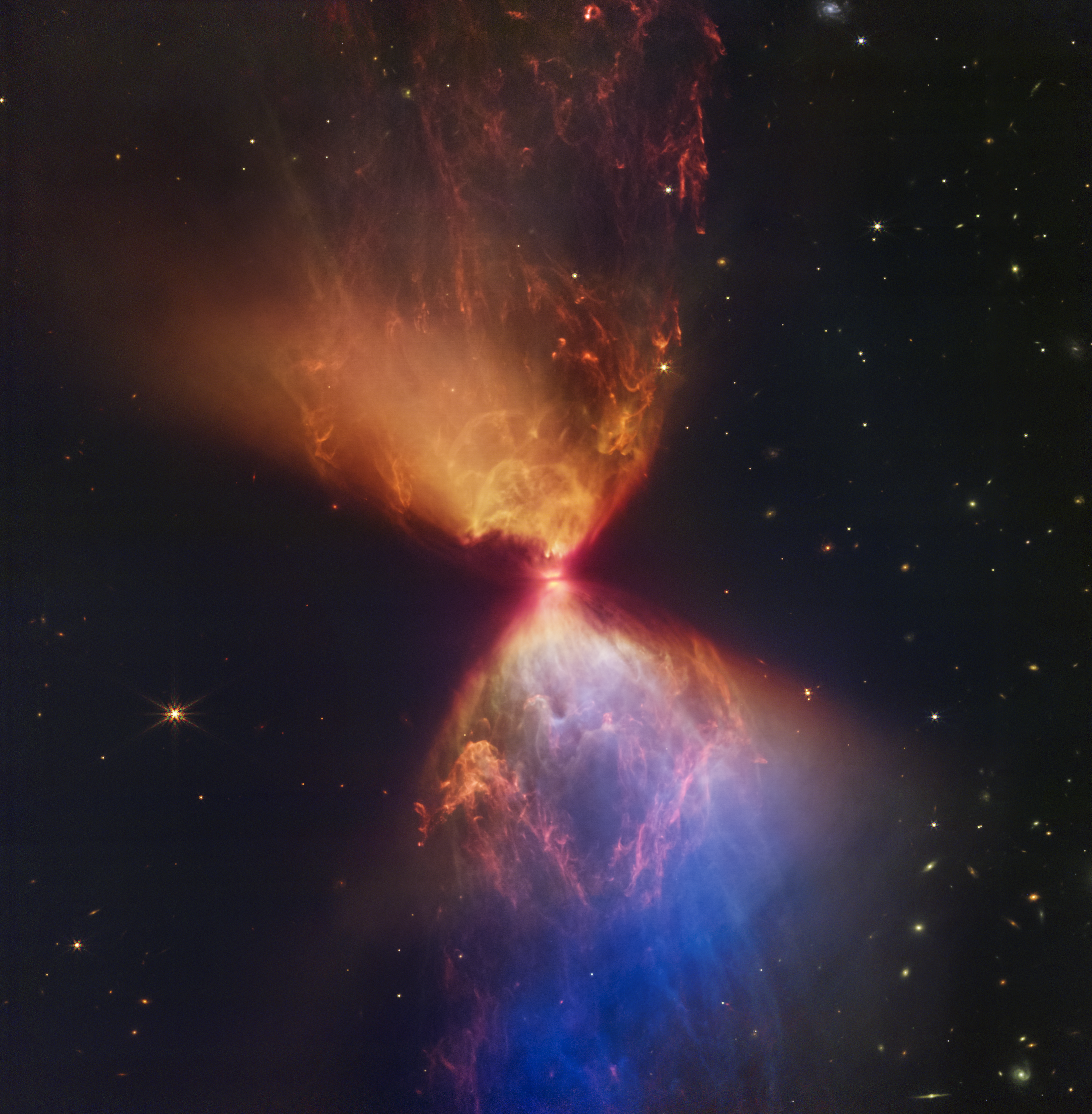
Image de L1527 IRS prise en 2022 par le télescope spatial James-Webb. Au centre, on observe son disque protoplanétaire.
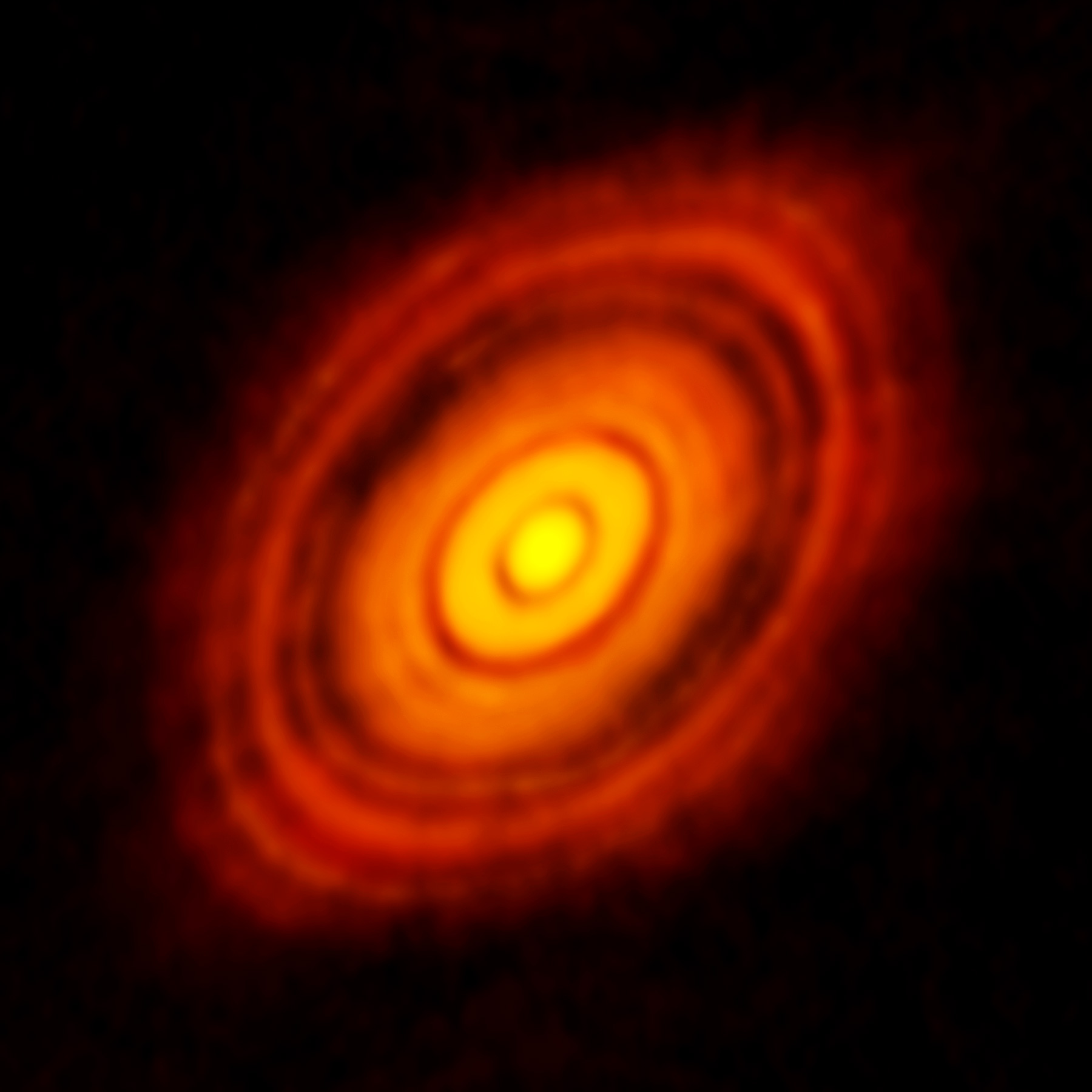
Image du disque protoplanétaire de HL Tauri réalisée par l'Atacama Large Millimeter Array.